# 福島県道115号三春日和田線
福島県道115号三春日和田線（ふくしまけんどう115ごう みはるひわだせん）は、福島県田村郡三春町から郡山市に至る一般県道である。

## 路線概要
- 起点：田村郡三春町大字平沢字札場
- 終点：郡山市日和田町字荒池下
- 総延長：10.323 km[1]
  - 実延長：9.669 km
- 路線認定年月日：1959年8月31日[2]

### 重用路線
- 福島県道73号二本松金屋線（郡山市西田町三町目字平～同市西田町三町目字小和滝）
- 福島県道355号須賀川二本松線（郡山市日和田町字日和田～同市日和田町字蛇ケ森）
- 福島県道357号岩根日和田線（郡山市日和田町字蛇ケ森～同市日和田町字荒池下（終点））

### 道路施設
小和滝橋
田上橋
- 全長：34.2m
- 幅員：12.0m
- 竣工：1993年[3]

郡山市日和田町八丁目字東山田、字田上にて磐越自動車道本線を渡る跨道橋である。橋上は上下対向2車線で供用され、上下線両側に歩道が設置されている。
かつみ橋
- 全長：23.3m
- 幅員：7.0m
- 竣工：1964年[3]

郡山市日和田町字沼田にてJR東北本線を渡る跨線橋である。橋上は上下対向2車線で供用され、歩道は設置されていない。

## 通過する自治体
- 福島県
  - 田村郡三春町 - 郡山市

## 接続・交差する道路
- 三春町内
  - 福島県道28号本宮三春線（平沢字札場 起点）
- 郡山市内
  - 福島県道73号二本松金屋線 二本松市方面（西田町三町目字平）
  - 福島県道73号二本松金屋線 郡山市街地方面（西田町三町目字小和滝）
  - 福島県道355号須賀川二本松線 須賀川市方面（日和田町字日和田）
  - 福島県道188号日和田停車場線（日和田町字日和田）
  - 福島県道355号須賀川二本松線 二本松市方面（日和田町字蛇ケ森）
  - 国道4号あさか野バイパス・福島県道357号岩根日和田線 本宮市岩根方面（日和田町字荒池下（荒池下交差点） 終点）

## 沿線
- 西田郵便局
- 郡山市中央図書館分館
- 郡山市立三町目小学校
- オリエントパーク日和田